# Werner Jungeblodt
Werner Jungeblodt (* 5. August 1922 in Dortmund; † 19. August 1999) war ein deutscher Jurist. Er war von 1966 bis 1969 Vorsitzender der Bundesprüfstelle für jugendgefährdende Medien (BPjM).

## Leben
Werner Jungeblodt, Sohn des Zahnarztes Clemens und Martha Jungeblodt, studierte Rechtswissenschaften und wurde zum Kriegsdienst (Oberfähnrich zur See) eingezogen. Erst nach Kriegsende konnte er sein Studium beenden. Er war Amtsgerichtsdirektor in Dortmund. 1970 wurde er Vorsitzender Richter am Dortmunder Binnenschiffahrtsgericht.
Er war zudem seit 1949 als freier Filmjournalist tätig, unter anderem für film-dienst, Tageszeitungen, u. a. 1966 wurde er vom Bundesinnenminister zum hauptamtlichen Vorsitzenden der Bundesprüfstelle für jugendgefährdende Schriften berufen. 1969 wurde Rudolf Stefen sein Nachfolger.
Er hatte verschiedene Ehrenämter inne, darunter Vorstandsmitglied der Bischöflichen Hauptstelle für Katholische Rundfunkarbeit in Deutschland und Mitglied der katholischen Filmkommission. Er galt als einer der „spontansten, kenntnisreichsten und beharrlichsten Wegbereiter der katholischen Filmkritik“.
Er engagierte sich für zahlreiche Sozialprojekte im Heiligen Land. 1973 wurde Werner Jungeblodt vom Kardinal-Großmeister Maximilien Kardinal de Fuerstenberg zum Ritter des Ritterordens vom Heiligen Grab zu Jerusalem ernannt und am 8. Dezember 1973 im Kölner Dom durch Lorenz Kardinal Jaeger, Großprior der deutschen Statthalterei, in den Orden investiert. Zuletzt hatte er den Rang eines Offiziers in dem Päpstlichen Laienorden inne.
Werner Jungeblodt war seit 1954 verheiratet und hatte 5 Kinder.